# Blang Pulo (Bandar)
Blang Pulo is een bestuurslaag in het regentschap Bener Meriah van de provincie Atjeh, Indonesië. Blang Pulo telt 517 inwoners (volkstelling 2010).